# Иракская музыка
Иракская музыка — музыкальная культура Ирака, в основе которой лежит арабская культура.
Ввиду того, что с VII века Ирак был сначала провинцией, а после — центром Арабского халифата, в нём были распространены арабские музыкальные инструменты, среди которых уд, ребаб, кеманча, гиджак, канун, най, дуфф и другие. После завоевания турками в XVI веке на место иракской музыке пришла турецкай музыка. Лишь в XIX веке началось возрождение иракской музыки.
Иракская музыка строится на развитой ладовой системе. Звукоряд содержит 24 интервала, близких к одной четверти тона. Из интервалов составляются различные лады-макамы, некоторые из которых слабо отличимы друг от друга на слух. Музыкальные пьесы пишутся в определённом макаме и называются соответствующим образом.
Среди народных песен Ирака наиболее популярен жанр «атаба» («жалоба»), представляющий собой диалог из коротких сольных вопросов и ответов. Современная иракская музыка испытывает влияние европейской культуры. Центром музыкальной жизни страны является Багдад.